# The Rental
The Rental (bra: Vigiados) é um filme de terror e suspense estadunidense de 2020 produzido e dirigido por Dave Franco. É estrelado por Dan Stevens, Alison Brie, Sheila Vand, Jeremy Allen White e Toby Huss.
O filme foi lançado em vídeo sob demanda e em poucos cinemas nos Estados Unidos em 24 de julho de 2020, pela IFC Films. 

## Elenco
- Dan Stevens como Charlie
- Alison Brie como Michelle
- Sheila Vand como Mina
- Jeremy Allen White como Josh
- Toby Huss como Taylor
- Anthony Molinari como o homem

## Recepção
No Rotten Tomatoes, o filme tem um índice de aprovação de 75% com base em 181 crítcas, com uma classificação média de 6,4/10. O consenso dos críticos do site diz: "Alguns malabarismos de gênero complicados tornam The Rental um pouco fixer-up, mas calafrios eficazes e um elenco sólido tornam este um bom destino para fãs de terror". No Metacritic, o filme tem uma pontuação média ponderada de 62 de 100, com base em 30 avalições, indicando "críticas geralmente favoráveis".